# Robert et Robert
Robert et Robert je francouzský hraný film z roku 1978, který režíroval Claude Lelouch podle vlastního scénáře. Snímek měl světovou premiéru dne 14. června 1978.

## Děj
Dva nezadaní muži se potkají v seznamovací agentuře. První, Robert Villiers, 27 let, je velmi plachý a váhavý což není výhoda, když je dopravním policistou v Paříži. Druhý, Robert Goldman, 48 let, přecitlivělý, nervózní, napjatý, asociální, což není výhoda, když je taxikářem v Paříži. Oba jsou jedináčci, kteří celý svůj dosavadní život strávili se svými ovdovělými matkami, které za ně rozhodují i v nejmenších detailech. Robert Villiers dostane schůzku s neznámou ženou, kterou vybral ředitel agentury. Opouští agenturu jako první a jde na protější chodník, aby počkal na svůj autobus. O deset minut později dostane Robert Goldman od ředitele agentury také schůzku s neznámou ženou a následně agenturu opustí. Goldman si všimne, že na chodníku stále čeká Villiers na svůj zpožděný autobus, a tak mu nabídne, že ho odveze svým taxíkem. Pak ho nutí zaplatit jízdné, ale pozve ho na kávu. Tím začne jejich přátelství, což se řediteli agentury vůbec nelíbí.

## Obsazení
| Charles Denner          | Robert Goldman          |
| Jacques Villeret        | Robert Villiers         |
| Jean-Claude Brialy      | Jacques Millet          |
| Nella Bielski           | paní Millet, jeho žena  |
| Régine                  | matka Roberta Villierse |
| Germaine Montero        | matka Roberta Goldmana  |
| Mohamed Zinet           | Ali Salem               |
| Arlette Emmery          | Arlette Poirier         |
| Francis Perrin          | Francis Michaud         |
| Joséphine Derenne       | Josette Michaud         |
| Macha Méril             | Agathe                  |
| Arlette Gordon          | paní Zorca              |
| Marie-Pierre de Gérando | četnický instruktor     |
| Marcelle Ranson-Hervé   | zkoušející v autoškole  |
| Guy de la Passardière   | učitel tance            |
| Bruno Coquatrix         | sám sebe                |
| Michèle Morganová       | sama sebe               |

## Ocenění
- César: nejlepší herec ve vedlejší roli (Jacques Villeret)